# 西川昌夫
西川 昌夫（にしかわ まさお、1906年（明治39年）2月16日 - 1992年（平成4年）4月21日）は、昭和期の実業家、政治家。参議院議員（1期）。

## 経歴
山梨県出身。1929年（昭和4年）東京商科大学を卒業した。
西川製糸常務取締役、西川工業専務取締役、東京紡績専務取締役、高木製糸専務取締役、花輪製糸専務取締役、昭和町議会議員（2期）、東京府製糸業組合副組合長、全国製糸業組合連合会評議員、昭和町農業会長などを務めた。
1947年（昭和22年）4月の第1回参議院議員通常選挙で東京都地方区から日本自由党公認で出馬して当選し（補欠、任期3年）、参議院議員に1期在任した。
その他、西川工業代表取締役、西川総業会長、東亜産業専務取締役、多摩川製作所社長、東京復興産業代表取締役、南州肥料監査役、東京商工会議所議員、三多摩工業連合会長、立川専門学校（のち東京都立立川短期大学）理事、日本獣医畜産専門学校（現日本獣医生命科学大学）理事、昭島農業協同組合長、東京都全国共済農業協同組合連合会副会長、東京都経済農業協同組合連合会理事などを務めた。
1986年（昭和61年）春の叙勲で勲四等旭日小綬章受章。
1992年（平成4年）4月21日死去、86歳。死没日をもって従五位に叙される。